# Jim Hall (Rennfahrer)
James Ellis „Jim“ Hall (* 23. Juli 1935 in Abilene, Texas) ist ein ehemaliger US-amerikanischer Autorennfahrer und vor allem Rennwagenkonstrukteur. Als aktiver Fahrer nahm er an zehn Rennen der Formel 1 teil und erzielte insgesamt drei Punkte.

## Anfänge
Hall wuchs in Colorado und New Mexico auf. 1954, einen Monat bevor er als Geologiestudent an der CalTech begann, kamen Mutter, Vater und Schwester der durch Öl reich gewordenen Familie bei einem Unfall mit einem Privatflugzeug ums Leben. Sein Bruder Dick führte das Ölgeschäft weiter. Während des Studiums begann Jim Hall mit dessen Austin Healey Rennen zu fahren. Das Familienunternehmen sponserte Le-Mans-Sieger Carroll Shelby (Shelby-Cobra etc.), der Hall das Rennfahren beibrachte. In der Folge wechselte er vom Geologie- zum Ingenieurstudium.
In einem Lotus Formel 2, den er mit einem 2,5-Liter-Climax-Motor versah, fuhr er beim Großen Preis der USA 1960 in Riverside sein erstes Automobilweltmeisterschafts-Rennen. Als erste größere Rennen gewann er 1961 auf Cooper Monaco in Palm Springs und in Las Vegas auf Maserati Birdcage.
1962 gewann er, zusammen mit Hap Sharp, die 500 Meilen von Elkhart Lake und vor allem den „Hoosier“-GP in Indianapolis, wo er neben Hap Sharp u. a. Dan Gurney und  Roger Penske hinter sich ließ.
1963 fuhr er für British Racing Partnership in einem Lotus-B.R.M. und wurde Zwölfter in der Automobil-Weltmeisterschaft 1963.

## Erfinder
Jim Hall konzentrierte sich ab 1961 vor allem auf den ersten Chaparral-Rennsportwagen, den er zusammen mit Hap Sharp und der Unterstützung von Chevrolet konstruierte. Hall beeinflusste die Rennwagenentwicklung zu jener Zeit stärker als andere. Hall erhielt u. a. ein Patent auf einen hoch montierten Spoiler am Rennwagen und ein US-Design-Patent auf einen „Staubsauger-Rennwagen“, um den Anpressdruck zu erhöhen. Beide Erfindungen kamen im Chaparral 2F (Spoiler, 1967) und Chaparral 2J (Staubsauger, 1970) auch zum Renneinsatz.
1965 gewann Chaparral in Amerika 16 von 21 Rennen. 1966 siegte Chaparral in Europa bei den 1000 km auf dem Nürburgring; dies war der erste Sieg eines Rennwagens mit Automatik-Getriebe in einem wichtigen Rennen.  Die Liste der Erfolge umfasst weiter zwei Indy-Siege sowie die Champ-Car-Meisterschaft von 1980, die Johnny Rutherford auf dem Pennzoil Chaparral gewann.
Jim Hall wurde 1997 in die International Motorsports Hall of Fame aufgenommen.

## Statistik

### Statistik in der Automobil-Weltmeisterschaft

#### Gesamtübersicht
| Saison | Team                       | Chassis  | Motor         | Rennen | Siege | Zweiter | Dritter | Poles | schn. Rennrunden | Punkte | WM-Pos. |
| ------ | -------------------------- | -------- | ------------- | ------ | ----- | ------- | ------- | ----- | ---------------- | ------ | ------- |
| 1960   | Jim Hall                   | Lotus 18 | Climax 2.5 L4 | 1      | −     | −       | −       | −     | −                | −      | NC      |
| 1961   | Jim Hall                   | Lotus 18 | Climax 1.5 L4 | 1      | −     | −       | −       | −     | −                | −      | NC      |
| 1963   | British Racing Partnership | Lotus 24 | BRM 1.5 V8    | 9      | −     | −       | −       | −     | −                | 3      | 12.     |
| Gesamt | Gesamt                     | Gesamt   | Gesamt        | 11     | −     | −       | −       | −     | −                | 3      |         |

#### Einzelergebnisse
| Saison | 1   | 2 | 3  | 4 | 5 | 6 | 7   | 8 | 9 | 10 |
| ------ | --- | - | -- | - | - | - | --- | - | - | -- |
| 1960   |     |   |    |   |   |   |     |   |   |    |
|        |     |   |    |   |   |   |     |   | 7 |    |
| 1961   |     |   |    |   |   |   |     |   |   |    |
|        |     |   |    |   |   |   | DNF |   |   |    |
| 1962   |     |   |    |   |   |   |     |   |   |    |
|        |     |   |    |   |   |   | DNS |   |   |    |
| 1963   |     |   |    |   |   |   |     |   |   |    |
| DNF    | DNF | 8 | 11 | 6 | 5 | 8 | 10  | 8 |   |    |

| Legende  | Legende            | Legende                                                          |
| Farbe    | Abkürzung          | Bedeutung                                                        |
| -------- | ------------------ | ---------------------------------------------------------------- |
| Gold     | –                  | Sieg                                                             |
| Silber   | –                  | 2. Platz                                                         |
| Bronze   | –                  | 3. Platz                                                         |
| Grün     | –                  | Platzierung in den Punkten                                       |
| Blau     | –                  | Klassifiziert außerhalb der Punkteränge                          |
| Violett  | DNF                | Rennen nicht beendet (did not finish)                            |
| Violett  | NC                 | nicht klassifiziert (not classified)                             |
| Rot      | DNQ                | nicht qualifiziert (did not qualify)                             |
| Rot      | DNPQ               | in Vorqualifikation gescheitert (did not pre-qualify)            |
| Schwarz  | DSQ                | disqualifiziert (disqualified)                                   |
| Weiß     | DNS                | nicht am Start (did not start)                                   |
| Weiß     | WD                 | zurückgezogen (withdrawn)                                        |
| Hellblau | PO                 | nur am Training teilgenommen (practiced only)                    |
| Hellblau | TD                 | Freitags-Testfahrer (test driver)                                |
| ohne     | DNP                | nicht am Training teilgenommen (did not practice)                |
| ohne     | INJ                | verletzt oder krank (injured)                                    |
| ohne     | EX                 | ausgeschlossen (excluded)                                        |
| ohne     | DNA                | nicht erschienen (did not arrive)                                |
| ohne     | C                  | Rennen abgesagt (cancelled)                                      |
| ohne     | keine WM-Teilnahme |                                                                  |
| sonstige | P/fett             | Pole-Position                                                    |
| sonstige | 1/2/3/4/5/6/7/8    | Punktplatzierung im Sprint-/Qualifikationsrennen                 |
| sonstige | SR/kursiv          | Schnellste Rennrunde                                             |
| sonstige | *                  | nicht im Ziel, aufgrund der zurückgelegten Distanz aber gewertet |
| sonstige | ()                 | Streichresultate                                                 |
| sonstige | unterstrichen      | Führender in der Gesamtwertung                                   |

### Le-Mans-Ergebnisse
| Jahr | Team                       | Fahrzeug       | Teamkollege | Platzierung | Ausfallgrund    |
| ---- | -------------------------- | -------------- | ----------- | ----------- | --------------- |
| 1963 | North American Racing Team | Ferrari 330LMB | Dan Gurney  | Ausfall     | Getriebeschaden |

### Sebring-Ergebnisse
| Jahr | Team                       | Fahrzeug                       | Teamkollege        | Teamkollege | Teamkollege   | Platzierung            | Ausfallgrund       |
| ---- | -------------------------- | ------------------------------ | ------------------ | ----------- | ------------- | ---------------------- | ------------------ |
| 1959 | Carroll Shelby Sports Cars | Maserati 250S                  | Hap Sharp          |             |               | Rang 41                |                    |
| 1960 | Hap Sharp                  | Cooper T49 Monaco              | Hap Sharp          |             |               | Ausfall                | Zylinder gebrochen |
| 1961 | NART                       | Ferrari Dino 246S              | George Constantine |             |               | Rang 6 und Klassensieg |                    |
| 1962 | Chaparral Cars Inc.        | Chaparral 1                    | Hap Sharp          | Chuck Daigh | Ronnie Hissom | Rang 6 und Klassensieg |                    |
| 1963 | Chaparral Cars             | Chaparral 1                    | Hap Sharp          |             |               | Ausfall                | Motorschaden       |
| 1964 | McKean Chevrolet Inc.      | Chevrolet Corvette Grand Sport | Roger Penske       |             |               | Rang 17                |                    |
| 1965 | Chaparral Cars             | Chaparral 2A                   | Hap Sharp          |             |               | Gesamtsieg             |                    |
| 1966 | Chaparral Cars Inc.        | Chaparral 2D                   | Hap Sharp          |             |               | Ausfall                | Aufhängung         |
| 1967 | Chaparral Cars             | Chaparral 2F                   | Mike Spence        |             |               | Ausfall                | Differential       |

### Einzelergebnisse in der Sportwagen-Weltmeisterschaft
| Saison | Team                                 | Rennwagen                  | 1   | 2   | 3   | 4   | 5   | 6   | 7   | 8   | 9   | 10  | 11  | 12  | 13  | 14  | 15  | 16  | 17  | 18  | 19  | 20  | 21  | 22  |
| ------ | ------------------------------------ | -------------------------- | --- | --- | --- | --- | --- | --- | --- | --- | --- | --- | --- | --- | --- | --- | --- | --- | --- | --- | --- | --- | --- | --- |
| 1959   | Carroll Shelby                       | Maserati 250S              | SEB | TAR | NÜR | LEM | RTT |     |     |     |     |     |     |     |     |     |     |     |     |     |     |     |     |     |
| 1959   | Carroll Shelby                       | Maserati 250S              | 41  |     |     |     |     |     |     |     |     |     |     |     |     |     |     |     |     |     |     |     |     |     |
| 1960   | Hap Sharp                            | Cooper T49                 | BUA | SEB | TAR | NÜR | LEM |     |     |     |     |     |     |     |     |     |     |     |     |     |     |     |     |     |
| 1960   | Hap Sharp                            | Cooper T49                 | DNF |     |     |     |     |     |     |     |     |     |     |     |     |     |     |     |     |     |     |     |     |     |
| 1961   | NART                                 | Ferrari Dino 246S          | SEB | TAR | NÜR | LEM | PES |     |     |     |     |     |     |     |     |     |     |     |     |     |     |     |     |     |
| 1961   | NART                                 | Ferrari Dino 246S          | 6   |     |     |     |     |     |     |     |     |     |     |     |     |     |     |     |     |     |     |     |     |     |
| 1962   | Chaparral                            | Chaparral 1                | DAY | SEB | SEB | MAI | TAR | BER | NÜR | LEM | TAV | CCA | RTT | NÜR | BRI | BRI | PAR |     |     |     |     |     |     |     |
| 1962   | Chaparral                            | Chaparral 1                | 3   |     | 6   |     |     |     |     |     |     |     |     |     |     |     |     |     |     |     |     |     |     |     |
| 1963   | Chaparral North American Racing Team | Chaparral 1 Ferrari 330LMB | DAY | SEB | SEB | TAR | SPA | MAI | NÜR | CON | ROS | LEM | MON | WIS | TAV | FRE | CCE | RTT | OVI | NÜR | MON | MON | TDF | BRI |
| 1963   | Chaparral North American Racing Team | Chaparral 1 Ferrari 330LMB |     |     | DNF |     |     |     |     |     |     | DNF |     |     |     |     |     |     |     |     |     |     |     |     |
| 1964   | McKean Chevrolet Inc.                | Chevrolet Corvette         | DAY | SEB | TAR | MON | SPA | CON | NÜR | ROS | LEM | REI | FRE | CCE | RTT | SIM | NÜR | MON | TDF | BRI | BRI | PAR |     |     |
| 1964   | McKean Chevrolet Inc.                | Chevrolet Corvette         | 17  |     |     |     |     |     |     |     |     |     |     |     |     |     |     |     |     |     |     |     |     |     |
| 1965   | Chaparral                            | Chaparral 2A               | DAY | SEB | BOL | MON | MON | RTT | TAR | SPA | NÜR | MUG | ROS | LEM | REI | BOZ | FRE | CCE | OVI | NÜR | BRI | BRI |     |     |
| 1965   | Chaparral                            | Chaparral 2A               | 1   |     |     |     |     |     |     |     |     |     |     |     |     |     |     |     |     |     |     |     |     |     |
| 1966   | Chaparral                            | Chaparral 2D               | DAY | SEB | MON | TAR | SPA | NÜR | LEM | MUG | CCE | HOK | SIM | NÜR | ZEL |     |     |     |     |     |     |     |     |     |
| 1966   | Chaparral                            | Chaparral 2D               | DNF |     |     |     |     |     |     |     |     |     |     |     |     |     |     |     |     |     |     |     |     |     |
| 1967   | Chaparral                            | Chaparral 2F               | DAY | SEB | MON | SPA | TAR | NÜR | LEM | HOK | MUG | BRH | CCE | ZEL | OVI | NÜR |     |     |     |     |     |     |     |     |
| 1967   | Chaparral                            | Chaparral 2F               | DNF |     |     |     |     |     |     |     |     |     |     |     |     |     |     |     |     |     |     |     |     |     |